# Cảng Đình Vũ
Cảng Đình Vũ còn gọi là Tân cảng Đình Vũ, hiện là khu bến cảng chính, cảng tổng hợp và cảng container của cụm cảng Hải Phòng. Cảng này nằm ở cửa sông Bạch Đằng, trên bán đảo Đình Vũ, thuộc quận Hải An, thành phố Hải Phòng. Luồng vào cảng rộng trên 100 m, độ sâu trước bên luôn khoảng -8,7 m.
Việc xây dựng cảng Đình Vũ trải qua 2 giai đoạn. Giai đoạn đầu từ năm 1999 đến năm 2005, đã xây dựng 2 cầu tàu 20 nghìn DWT. Cảng Đình Vũ được đưa vào sử dụng từ năm 2006 trong khi giai đoạn 2 bắt đầu được tiến hành. Trong giai đoạn 2 từ năm 2006 đến năm 2010, sẽ có 4 cầu tàu 20 nghìn DWT nữa được xây dựng. Đầu năm 2009, cầu tàu thứ ba và thứ tư đã được đưa vào khai thác.
Cảng Đình Vũ do Công ty Đầu tư và Phát triển Cảng Đình Vũ đầu tư và khai thác. Ngày 1 tháng 12 năm 2009, cổ phiếu DVP của công ty chính thức được giao dịch tại Sở Giao dịch Chứng khoán Thành phố Hồ Chí Minh (HOSE).
Theo quy hoạch hệ thống cảng biển Việt Nam đến năm 2020 đã được Thủ tướng Chính phủ Việt Nam phê duyệt, cảng Đình Vũ sẽ tiếp tục được đầu tư phát triển để đến năm 2015 có khả năng tiếp nhận tàu tới 30 nghìn DWT, đến năm 2030 có công suất bốc dỡ hàng hóa từ 18 triệu đến 20 triệu tấn mỗi năm.